# Richard Kaden
Richard Kaden (Dresden, 1856 - ?) fou un violinista i compositor alemany.
Estudià en el Conservatori de la seva vila natal i en el Polytechnicum, fou violinista de l'orquestra de la cort; professor d'aquest instrument i de música di camera en el citat Conservatori des de 1872 fins a 1883, i a partir d'aquest últim any dirigí un institut musical de fundació particular.
Publicà diversos tractats pedagògics-musicals i uns 50 duos de violins amb comentaris poètics. A més, se li deuen, una edició del mètode de violí de Baillot i Rode.